# Mer Gómez
Mer Gómez (Salamanca, 1991) es escritora y activista intersex. Es la autora del libro La rebelión de las hienas. Relatos corporales de personas intersex, así como de dos obras de teatro y un corto-documental para visibilizar las intersexualidades como parte de la diversidad sexual y de género. Su objetivo es poner en el centro las experiencias de vida intersex para generar nuevos enunciados sobre la intersexualidad.    

## Trayectoria

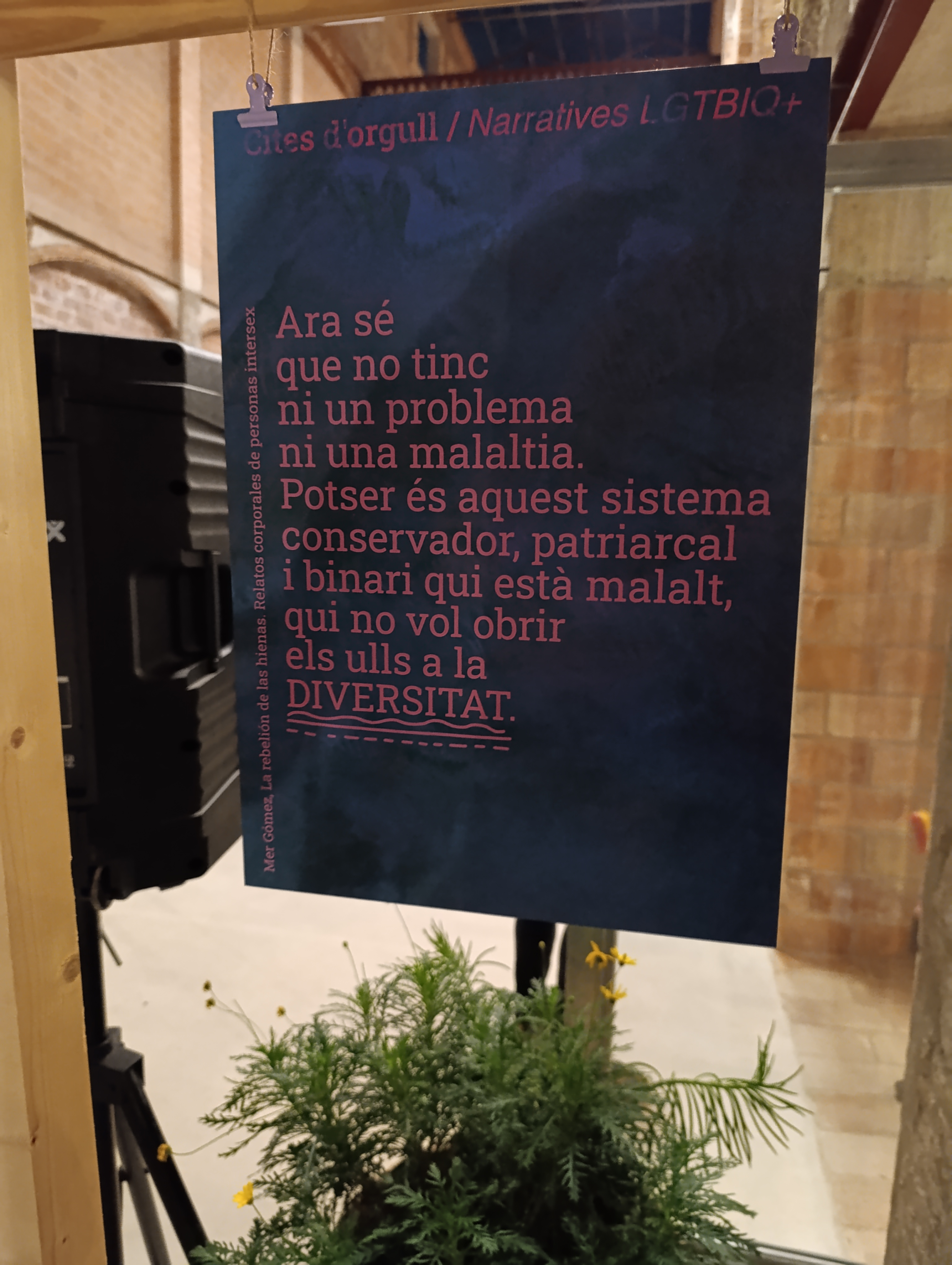
Cita de Mer Gómez, en catalán, en la primera edición de la Feria de Libros "La Diversa" en Terrassa.

Mer Gómez es graduada en periodismo y doctora en Estudios Feministas y de Género de la Universidad del País Vasco.
Ha escrito y protagonizado los monólogos para microteatro La revolución de Lola y Solo apto para BICHAS RARAS, así como el corto-documental Se receta silencio, junto con Laura Vila Kremer, su compañera en el colectivo "i de Intersex", que fundaron en 2020 como espacio de sensibilización sobre intersexualidades y diversidad corporal.     
También es colaboradora de la revista Pikara Magazine, donde ha publicado artículos como "Soy Lola y soy Intersexual" o "La i está empezando a salir del armario".
En 2022, publicó con la editorial Bellaterra el libro La rebelión de las hienas, que presentan como "un viaje autobiográfico hacia el encuentro de referentes intersex para iniciar una revolución"